# Dentine Peak
Der Dentine Peak (englisch für Dentinspitze) ist ein 2210 m hoher Berg im ostantarktischen Viktorialand. Er ragt als höchster Gipfel des nordöstlichen Teils des Molar-Massivs in den Bowers Mountains auf.
Der neuseeländische Geologe Roger A. Cooper, Leiter der von 1974 bis 1975 und von 1981 bis 1982 in diesem Gebiet für paläontologischen Studien tätigen Mannschaften im Rahmen des New Zealand Antarctic Research Program, benannte den Berg in Anlehnung an die Benennung des Molar-Massivs.